# 德于維爾山

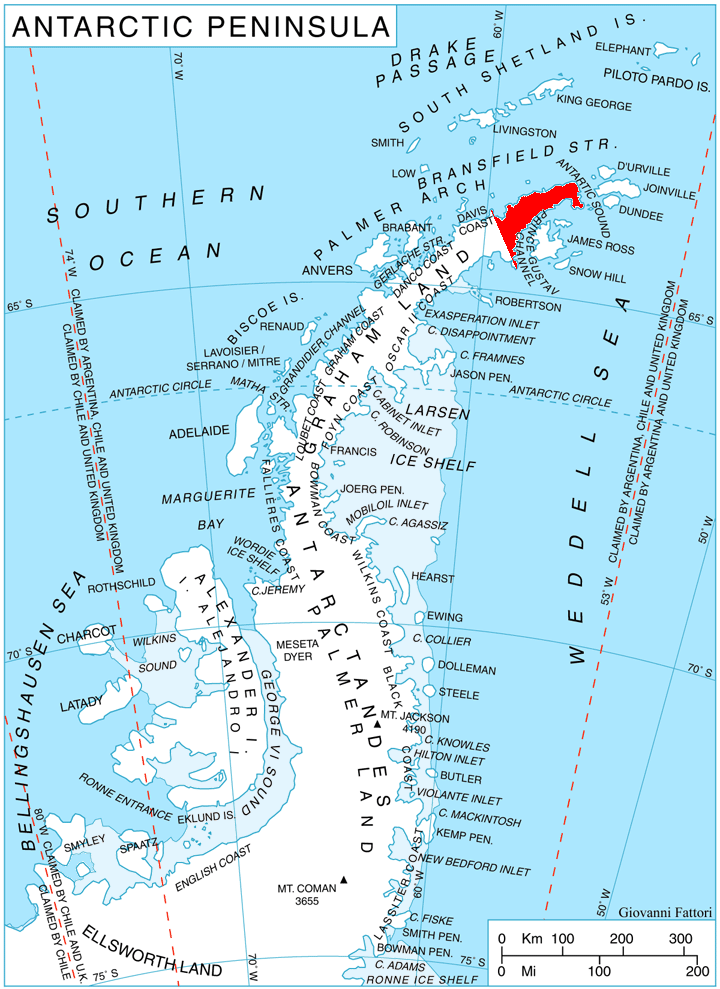

德于維爾山（英語：Mount D'Urville, Antarctica）是南極洲的山峰，位於葛拉漢地的特里尼蒂半島，處於亞爾洛沃冰原島峰西北面11.85公里、庫庫里亞克海崖西北面9.93公里和克勞恩峰東北面19.3公里，海拔高度1,085米。

## 外部連結
- Trinity Peninsula. Scale 1:250000 topographic map No. 5697. Institut für Angewandte Geodäsie and British Antarctic Survey, 1996.
- SCAR Composite Antarctic Gazetteer（页面存档备份，存于）.

63°30′34″S 58°11′38″W / 63.50944°S 58.19389°W